# Guvernul Iuliu Maniu (2)
Guvernul Iuliu Maniu (2) a fost un consiliu de miniștri care a guvernat România în perioada 13 iunie - 9 octombrie 1930.

## Componența
- Președintele Consiliului de Miniștri

Iuliu Maniu (13 iunie - 9 octombrie 1930)
- Ministrul de interne

Alexandru Vaida Voievod (13 iunie - 9 octombrie 1930)
- Ministrul de externe

George G. Mironescu (13 iunie - 9 octombrie 1930)
- Ministrul finanțelor

Mihai Popovici (13 iunie - 9 octombrie 1930)
- Ministrul justiției

Grigore Iunian (13 iunie - 9 octombrie 1930)
- Ministrul instrucțiunii publice și cultelor

Nicolae Costăchescu (13 iunie - 9 octombrie 1930)
- Ministrul de război

General Nicolae Condeescu (13 iunie - 9 octombrie 1930)
- Ministrul agriculturii și domeniilor

Ion Mihalache (13 iunie - 9 octombrie 1930)
- Ministrul industriei și comerțului

Virgil Madgearu (13 iunie - 9 octombrie 1930)
- Ministrul muncii, sănătății și ocrotirii sociale

ad-int. Pantelimon Halippa (13 iunie - 9 octombrie 1930)
- Ministrul lucrărilor publice și comunicațiilor

Mihail Manoilescu (13 iunie - 9 octombrie 1930)
- Ministru de stat

Pantelimon Halippa (13 iunie - 9 octombrie 1930)

## Sursa
- Stelian Neagoe - "Istoria guvernelor României de la începuturi - 1859 până în zilele noastre - 1995" (Ed. Machiavelli, București, 1995)

| Precedat(ă) de: Guvernul George G. Mironescu (1) | Guvernul Iuliu Maniu (2) 13 iunie - 9 octombrie 1930 | Succedat(ă) de: Guvernul George G. Mironescu (2) |